# Drusus macedonicus
Drusus macedonicus là một loài Trichoptera trong họ Limnephilidae. Chúng phân bố ở miền Cổ bắc.